# Mesochorus parallelus
Mesochorus parallelus är en stekelart som beskrevs av Dasch 1971. Mesochorus parallelus ingår i släktet Mesochorus och familjen brokparasitsteklar. Inga underarter finns listade i Catalogue of Life.